# 淮阳军
淮阳军，北宋时设置的军。
太平兴国七年（982年）置，治所在下邳县（今江苏省邳州市南）。属京东东路。辖境相当今江苏省邳州、睢宁、宿迁、泗阳、新沂等市县地。金朝贞祐三年（1215年），改为邳州。